# Emuer
Emuer (Dromaius) är ett släkte med fåglar inom familjen kasuarer och ordningen kasuarfåglar. Tidigare placerades emuerna som den egna familjen Dromaiidae men DNA-studier visar att emuerna står tillräckligt nära kasuarerna för att behandlas som en och samma familj.

## Systematik
Släktet Dromaius består av endast en nu levande art, emun (Dromaius novaehollandiae). Hur många arter som släktet har omfattat är omtvistat. Två utdöda taxon behandlas antingen som egna arter eller som underarter till emun. Alla dessa taxon har levt på den australiensiska kontinenten.

### Arter och underarter
- Emu (Dromaius novaehollandiae)
  - D. n. novaehollandiae – förekommer i Australien
  - †D. n. diemenensis – förekom på Tasmanien, utdöd cirka 1865.
  - †"Kingemu" (Dromaius [n.] minor) Louis Jean Pierre Vieillot, 1817 – förekom på King Island. Sista kända observationen skedde 1850.
  - †"Kangarooemu" (Dromaius [n.] baudinianus) Shane A. Parker, 1984 – förekom på Kangaroo Island i South Australia
- †Dromaius ocypus – en förhistorisk art från sen pliocen brukar erkännas som egen art[3]

Ett antal fossil tillskrivna egna arter behandlas nu oftast som på sin höjd som underarter. Det finns också oidentifierbara lämningar av emuliknande fåglar från mellersta miocen.